# Шибельбайн, Олег Георгиевич
Олег Георгиевич Шибельбайн (род. 1 октября 1962 года) — игрок в хоккей с мячом, играющий тренер сборной Германии.

## Карьера
Начал играть в хоккей с мячом в Краснотурьинске. Серебряный призёр чемпионата РСФСР 1979 г. среди юниоров. Чемпион РСФСР 1980 г. среди юниоров. Победитель всесоюзных соревнований "Трудовые резервы" 1979 г.
Участник чемпионатов мира по хоккею с мячом 2014 (г.Иркутск), 2015 (г.Хабаровск), 2016 (г.Ульяновск) в качестве игрока. Победитель чемпионата мира группы "Б" 2016 г. Участник чемпионата мира 2017 (г.Сандвикен, Швеция) в качестве ассистента главного тренера. В настоящее время выступает за сборную Германии.